# Джон Кендрю
 Сър Джон Каудъри Кендрю (на английски: John Kendrew) е английски биохимик и кристалограф, лауреат на Нобелова награда за химия през 1962 година.

## Биография
Роден е на 24 март 1917 г. в Оксфорд, Англия. Завършва Кеймбриджкия университет.
Заедно с Макс Перуц и групата им в лабораторията Кавендиш получават Нобелова награда за химия „за изследванията им върху структурата на хем-съдържащи протеини“. Кендрю е носител на ордена на Британската империя и член на Британското кралско научно дружество.
Умира на 23 август 1997 г. в Кеймбридж на 80-годишна възраст.